# Semifusa

Duas semifusas (acima e abaixo da terceira linha)

Semifusa é a Nota musical cuja duração é de 1/64 de uma semibreve ou metade de uma fusa.
A semifusa é representada por um círculo preenchido com haste e quatro bandeirolas. Quando a nota é escrita até a terceira linha da pauta a haste fica à direita da nota e virada para cima. Quando a nota está acima da terceira linha, a haste fica à esquerda da nota e virada para baixo. As bandeirolas sempre ficam à direita da haste
A pausa com duração de semifusa é uma linha curta na diagonal, com quatro bandeirolas.
Quando há mais de uma semifusa na seqüência elas são agrupadas para facilitar a leitura. O agrupamento é feito mantendo a figura e sua haste e substituindo as bandeirolas por quatro linhas de união entre as hastes. Quando a maior parte das notas do grupo está abaixo da terceira linha, o agrupamento é feito acima da nota. Quando a maior parte está acima da terceira linha o agrupamento é feito abaixo das notas. Em geral o agrupamento é feito de forma a compor uma unidade de tempo (dezesseis semifusas em compassos 2/4, 3/4 ou 4/4, vinte e quatro semifusas em compassos compostos - 6/8, 9/8 ou 12/8 e trinta e duas semifusas em compassos 2/2 ou 4/2). Subgrupos de oito notas são unidos por uma única linha, para facilitar a divisão.

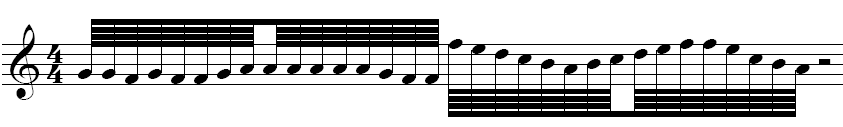
Dois grupos de dezesseis semifusas com uma pausa de mínima.